# Turismo em Pernambuco

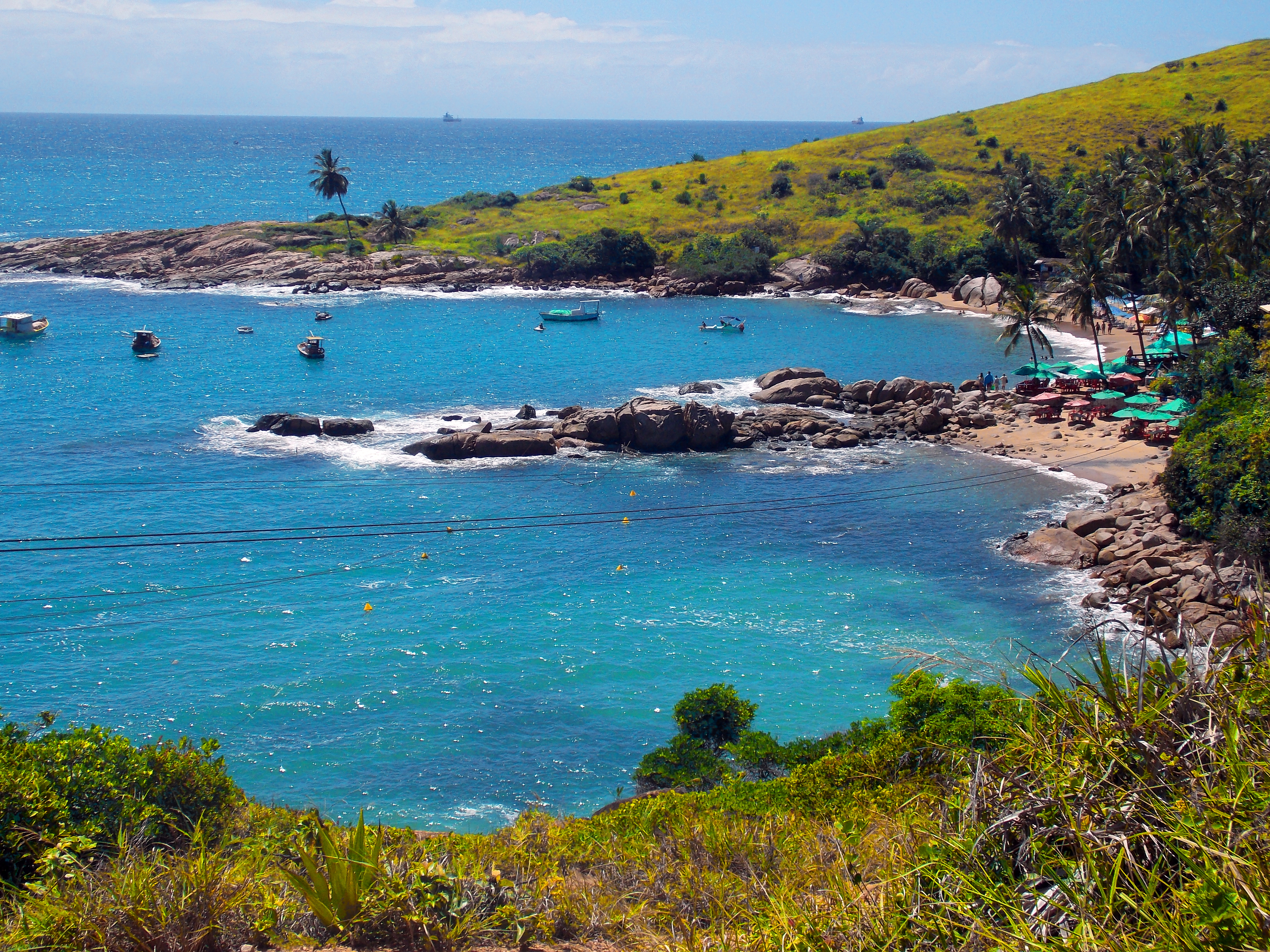
O cabo de Santo Agostinho, na Região Metropolitana do Recife em Pernambuco, foi o local da descoberta do Brasil por Vicente Yáñez Pinzón no dia 26 de janeiro de 1500.

O turismo em Pernambuco oferece diversas atrações históricas, naturais e culturais.
As principais localidades turísticas do estado são: Fernando de Noronha, Ipojuca, Tamandaré, Cabo de Santo Agostinho e Itamaracá (Sol e Praia); Bonito, Bezerros e Petrolina (Ecoturismo e Aventura); Buíque (Arqueológico); Garanhuns, Gravatá e Triunfo (Serrano); Olinda, Igarassu, Jaboatão dos Guararapes e Caruaru (Cultural); Vicência, Moreno, Carpina, Goiana e Nazaré da Mata (Rural); e Recife (Cultural, Sol e Praia, Negócios e Saúde).
O litoral do estado de Pernambuco tem cerca de 187 quilômetros de extensão, entre praias e falésias, zonas urbanas e locais praticamente intocados. Faz divisa ao norte com a Paraíba e ao sul com Alagoas. Além do litoral, possui o arquipélago de Fernando de Noronha e suas 16 praias. Entre as praias mais procuradas do estado estão as de Boa Viagem, Porto de Galinhas, Carneiros, Serrambi, Guadalupe, Calhetas, Maria Farinha, Ilha de Itamaracá e a Ilhota da Coroa do Avião.

## Litoral, ilhas e interior

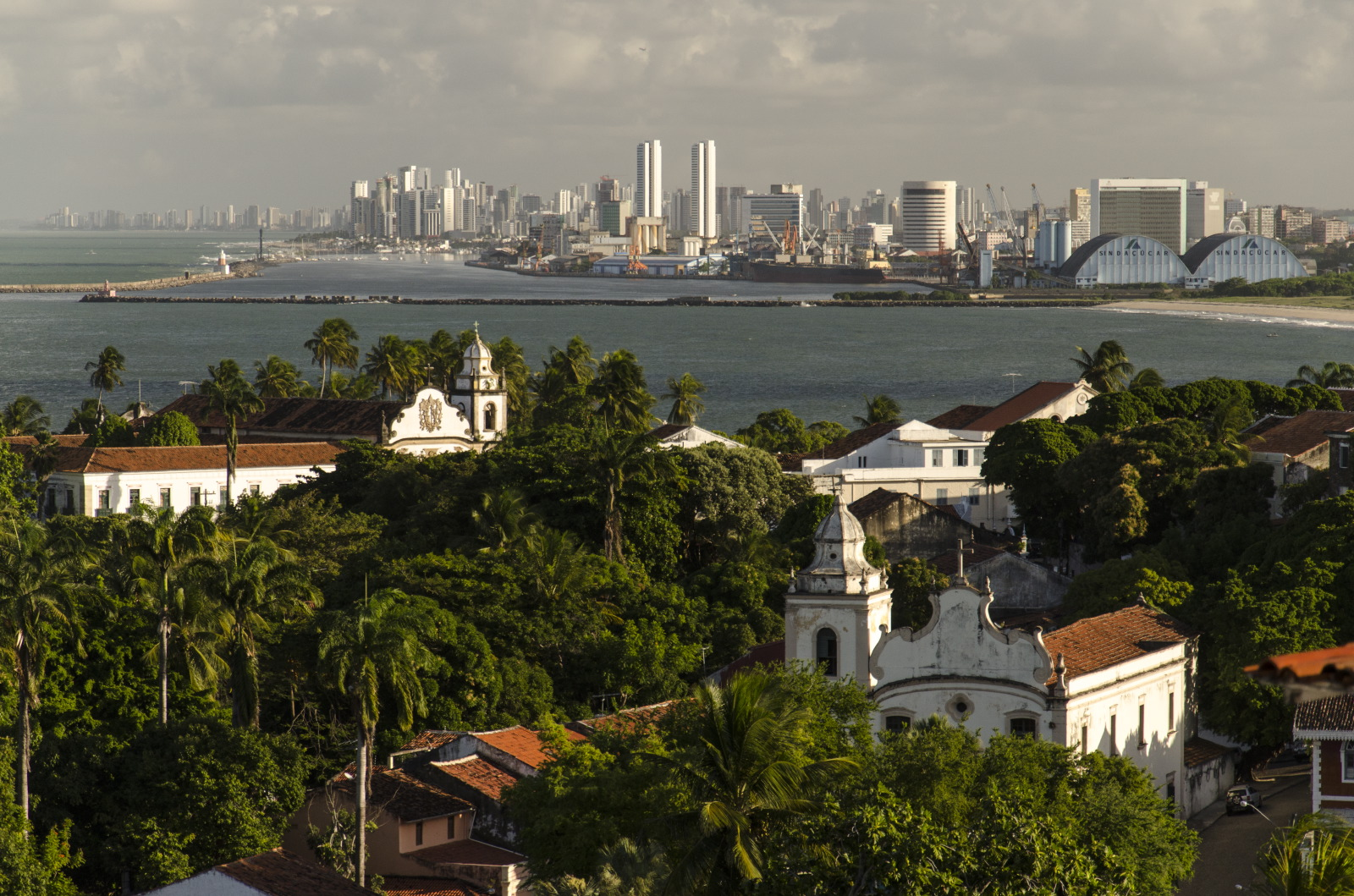
Olinda, mais antiga entre as cidades brasileiras declaradas Patrimônio Cultural da Humanidade, tendo ao fundo a cidade do Recife, a mais antiga entre as capitais estaduais brasileiras.

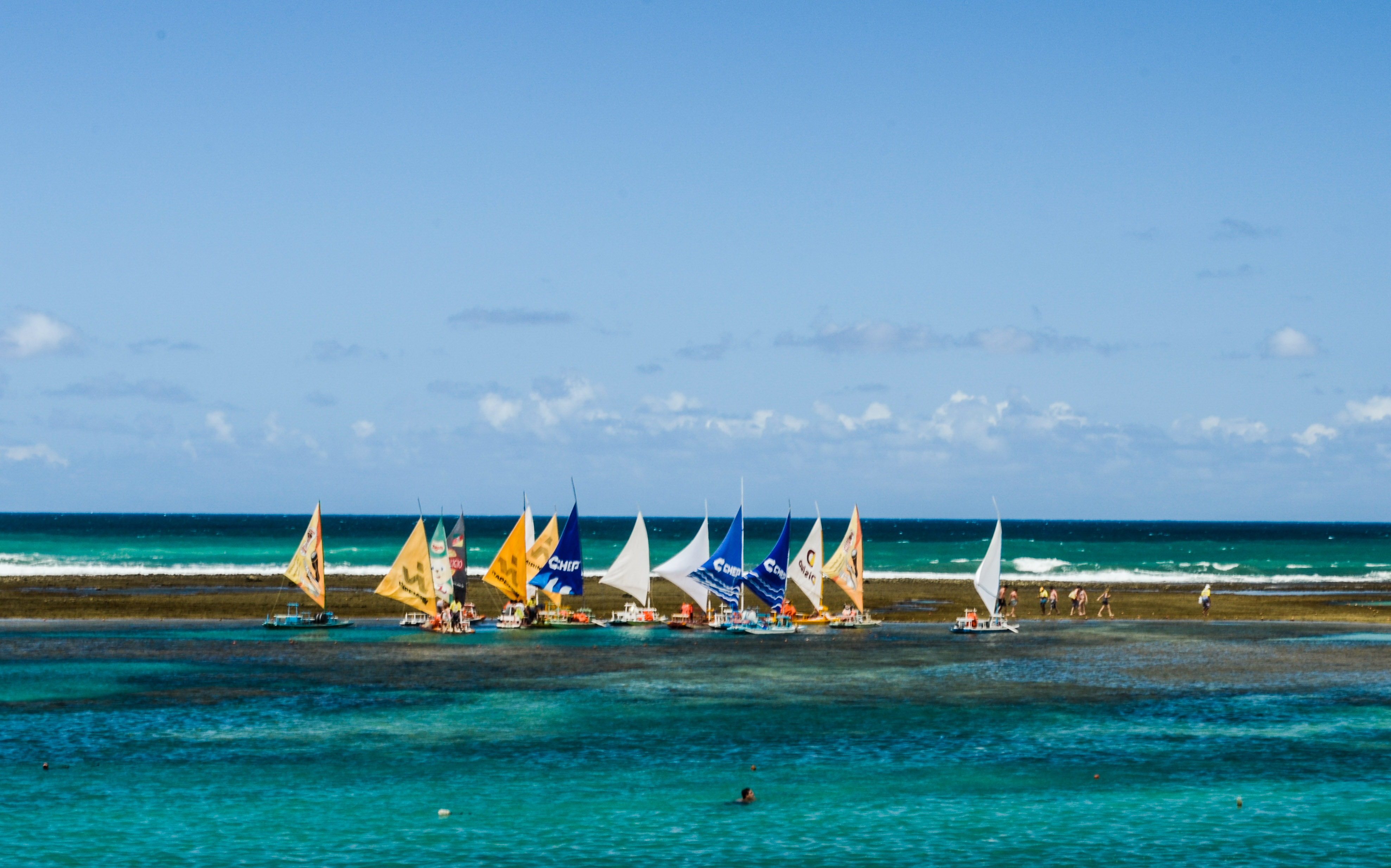
Porto de Galinhas foi considerada por 10 vezes consecutivas a Melhor Praia do Brasil – segundo a Revista Viagem e Turismo, da Editora Abril.

O Litoral Sul do estado tem cerca de 110 km de praias totalmente protegidas por corais, formando piscinas naturais de águas mornas. É famoso pelas diversas praias conhecidas nacional e internacionalmente, como Porto de Galinhas. Turistas se hospedam nos luxuosos hotéis e resorts da região.
Atualmente o litoral sul vive uma fase de progresso franco e rápido. Só na praia de Muro Alto, localizada no município de Ipojuca, foram investidos mais de R$ 70 milhões pela iniciativa privada para a construção de resorts de nível internacional, aptos a receber hóspedes de todos os países. Através do Programa de Desenvolvimento Integrado do Turismo, no litoral sul foram investidos US$ 25 milhões para obras de infra-estrutura, capacitação de mão-de-obra e preservação do patrimônio histórico. Com o Fundo de Amparo ao Trabalhador, foram capacitados cerca de 890 profissionais para a área de turismo. Pelo mesmo fundo, 2400 pessoas foram treinadas para trabalhar nas indústrias do litoral.

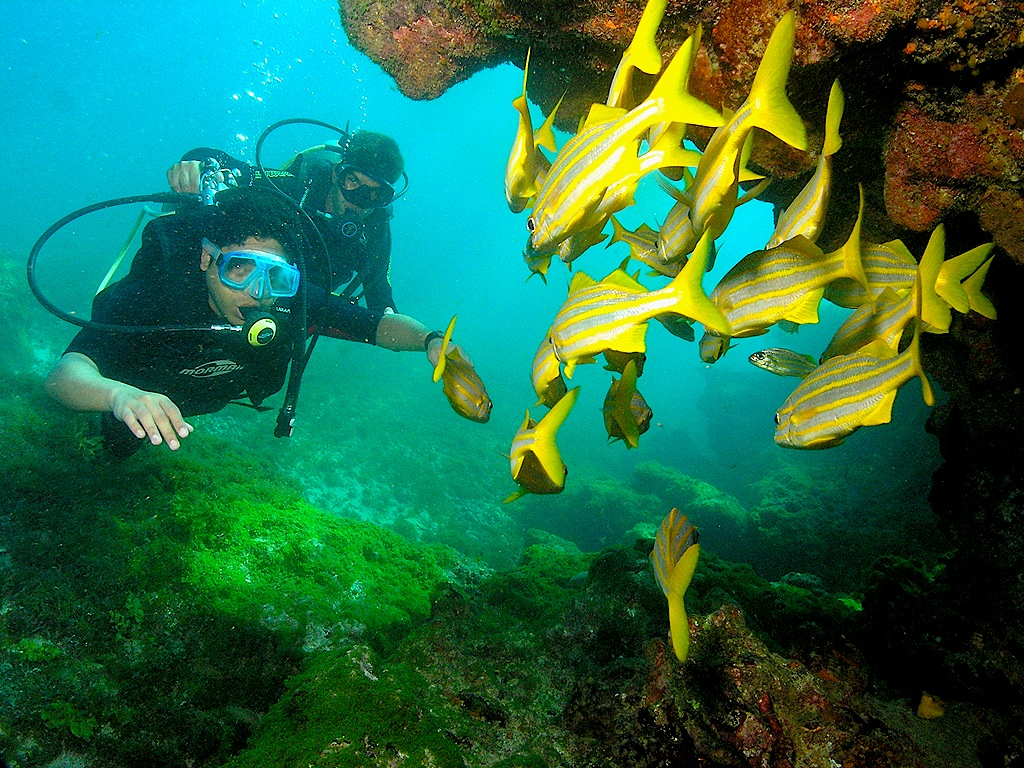
Recife, conhecida como a "Capital Brasileira dos Naufrágios", atrai mergulhadores de todo o mundo. Há também o arquipélago de Fernando de Noronha (foto), pertencente à Região Imediata do Recife e considerado um dos melhores lugares para a prática de mergulho do planeta.

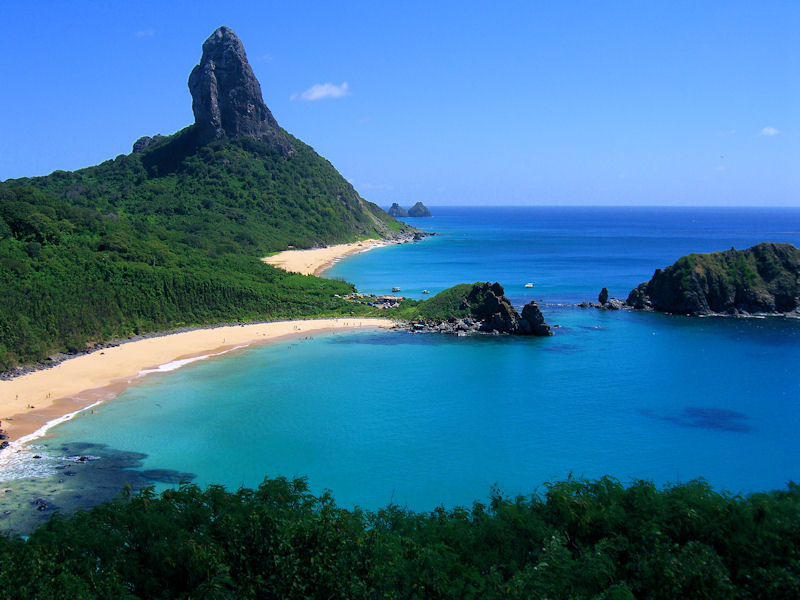
A Baía do Sancho, situada em Fernando de Noronha (foto), foi eleita a melhor praia do mundo pelos usuários do TripAdvisor.

Praia mais famosa do litoral sul, Porto de Galinhas ajuda a duplicar a população de Ipojuca todo verão. Os 80 mil habitantes do município desfrutam de 10 mil vagas de trabalho, diretas e indiretas, provenientes exclusivamente do turismo, ultrapassando a capacidade máxima de 7 mil postos oferecidos pelo secular trabalho nos latifúndios de cana-de-açúcar. Segundo a Associação da Indústria Hoteleira em Pernambuco (ABIH/PE), 90% da mão-de-obra empregada nos hotéis, restaurantes, lojas de artesanato e demais segmentos turísticos são oriundos da próprio município de Ipojuca e arredores.
As principais praias do Litoral sul são as dos municípios de:
Recife (praias de: Boa Viagem e Pina), Jaboatão dos Guararapes (praias de: Barra de Jangada, Candeias, Piedade), Cabo de Santo Agostinho (praias de: Calhetas, Enseada dos Corais, Gaibu, Itapuama, Paiva, Paraíso, Suape e Xaréu), Ipojuca (praias de: Camboa, Cupe, Muro Alto, Pontal de Maracaípe, Porto de Galinhas e Serrambi), São José da Coroa Grande (praias de: São José da Coroa Grande Barra da Cruz, Gravatá e Várzea do Una), Sirinhaém (praias de: Barra de Sirinhaém, Guadalupe e Gamela), Tamandaré (praias de: Tamandaré, Mamocambinhas e dos Carneiros).
As praias de Piedade e Candeias são densamente habitadas, cercadas por altos edifícios de luxo. A partir de Itapuama, o padrão das praias passa a ser de longas faixas de areia pouco habitadas, onde é praticado pelos nativos pesca e artesanato, e se encontram os diversos hotéis e resorts.
A economia do litoral sul não-urbano é baseado em turismo e artesanato. Em Porto de Galinhas, há diversos restaurantes, bares, lojas de artesanato e de artigos de mergulho, equipamentos de lazer e entretenimento, casas de shows, além de dezenas de hotéis e pousadas.
O Litoral Norte do Estado é mais densamente habitado do que o litoral sul, quase urbanizado por completo desde a Região Metropolitana do Recife até a divisa da Paraíba. Tem um dos sítios históricos mais importantes da região, como os municípios de Olinda, Itamaracá e Goiana, que começaram a ser povoados em 1508. Construções do brasil-colônia, como o Forte Orange, são muito visitadas por turistas que passam pela região.

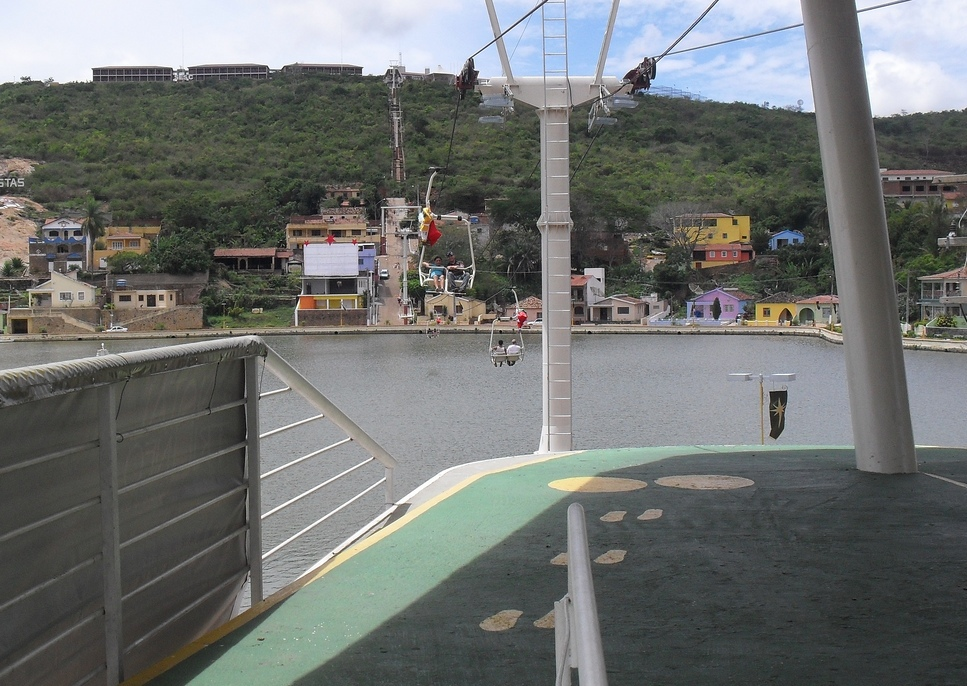
Triunfo tem temperatura amena apesar de estar situada no sertão pernambucano. Isso é possível graças à sua altitude (1.010 m), uma das mais elevadas do Norte-Nordeste.

Além das praias, também é conhecido por ter o Veneza Water Park, um dos maiores parques aquáticos do Brasil, situa-se na praia de Marinha Farinha, bairro da cidade de Paulista, região metropolitana do Recife.
As principais praias do Litoral Norte são as dos municípios de:
Paulista (praias de: Maria Farinha, Conceição, Pau Amarelo e Janga), Goiana (praias de: Pontas de Pedra, Carne de Vaca, Catuama, Barra de Catuama e Atapuz), Itamaracá (praias de: Itamaracá e Gavoa), Olinda (praias de: Rio Doce e Casa Caiada).
O Arquipélago de Fernando de Noronha, que faz parte do estado, é um famoso polo turístico, que atrai muitos turistas todos os anos. Fernando de Noronha possui belas praias, algumas delas entre as mais bonitas de todo o país; além de ser considerada o melhor lugar para a prática de Surf de todo o Brasil: é nesta ilha que ocorrem os principais campeonatos da modalidade no país; Os principais pontos turísticos de Fernando de Noronha:
Forte de Nossa Senhora dos Remédios de Fernando de Noronha, Vila dos Remédios, Praia da Conceição ou de Italcable, Praia do Boldró, na Vila Boldró Baía dos Porcos, Baía do Sancho (baía de águas transparentes, cercada por falésias cobertas de vegetação), Baía dos Golfinhos ou Enseada do Carreiro de Pedra Praia da Cacimba do Padre, Praia do Leão, Morro Dois Irmãos, Reduto de Santa Cruz do Morro do Pico de Fernando de Noronha, Fortim da Praia da Atalaia de Fernando de Noronha. Todo o arquipélago é tombado pelo Patrimônio Natural da Humanidade pela UNESCO.

## Galeria

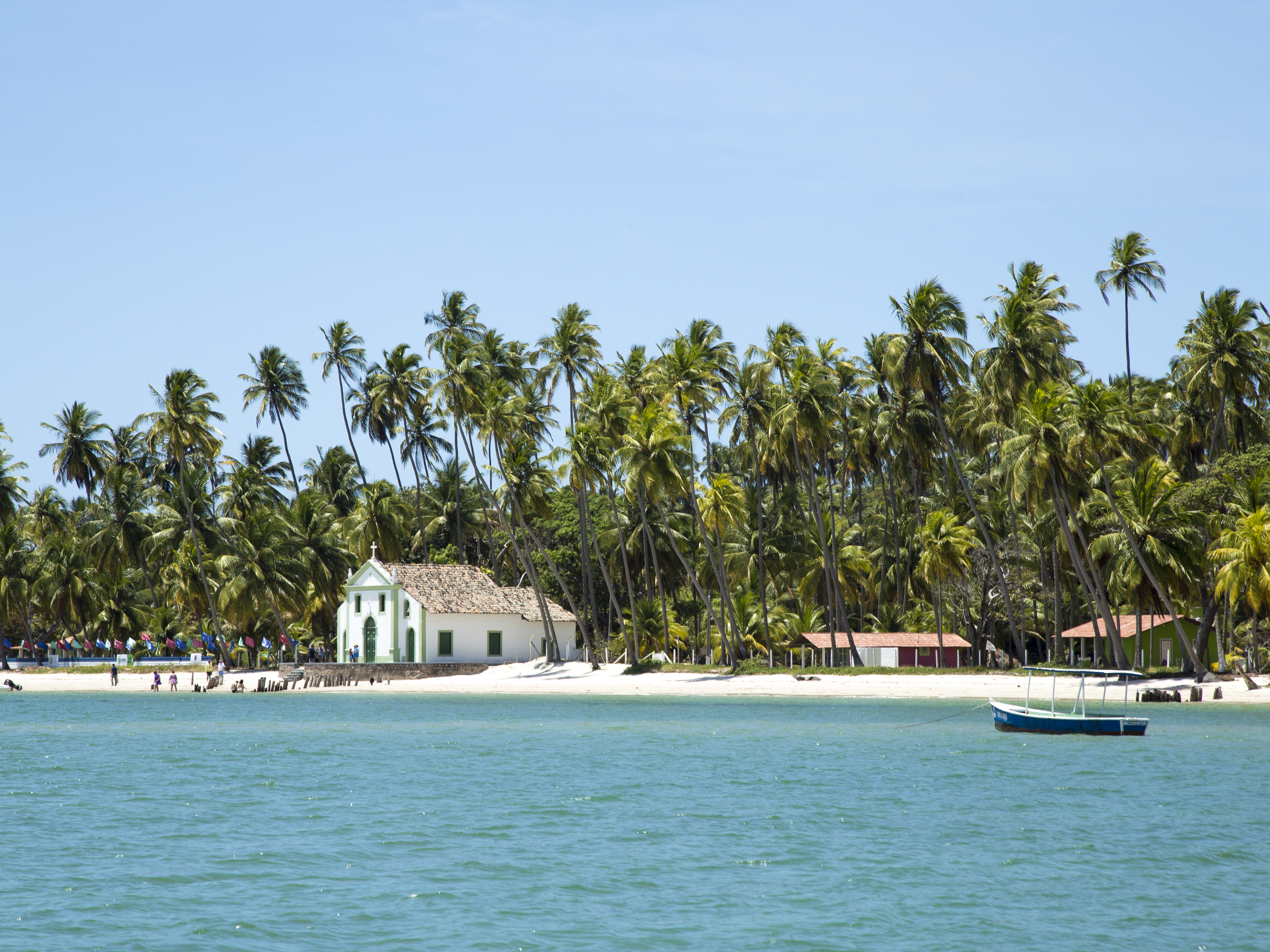
Praia dos Carneiros
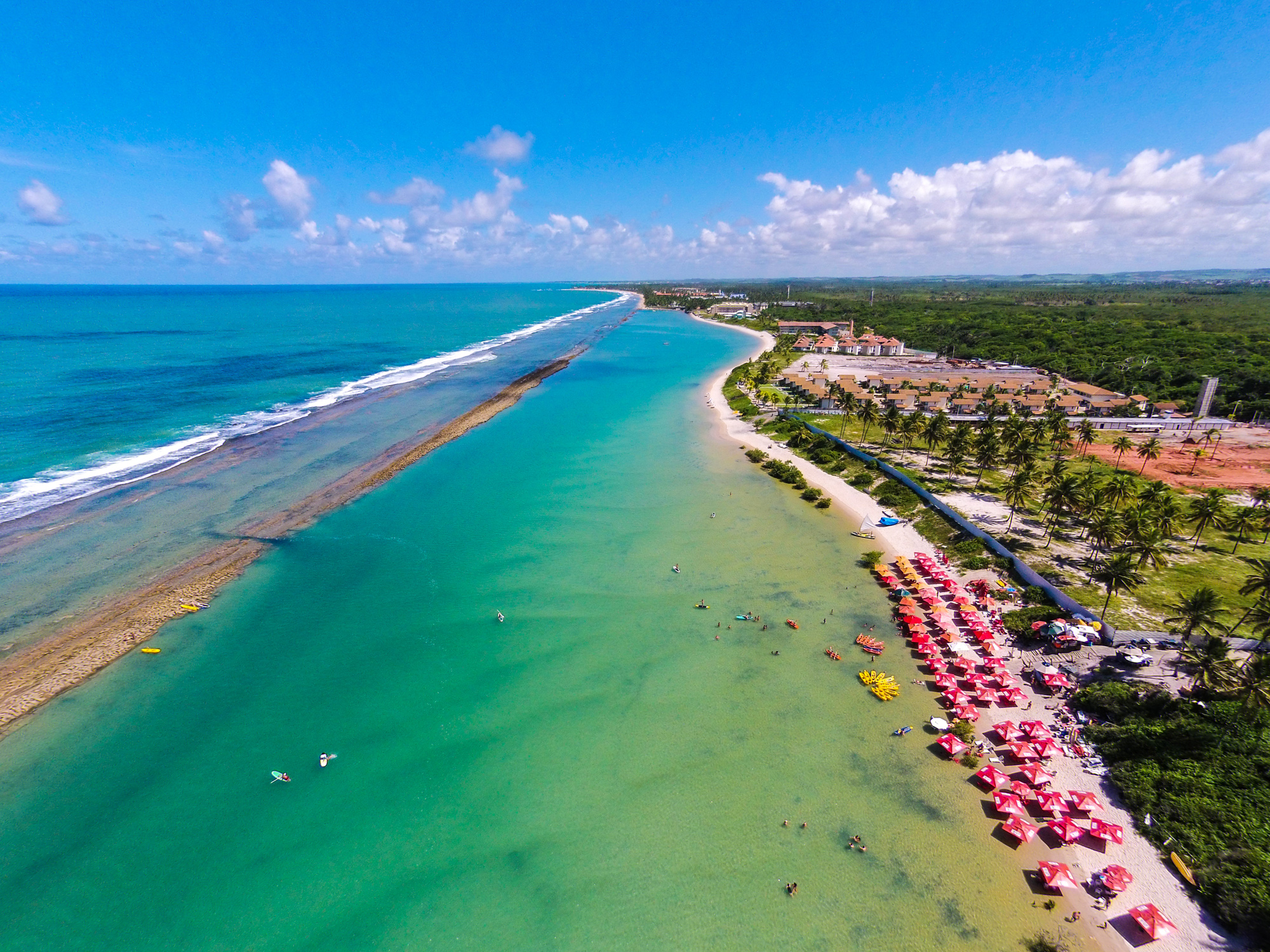
Praia de Muro Alto
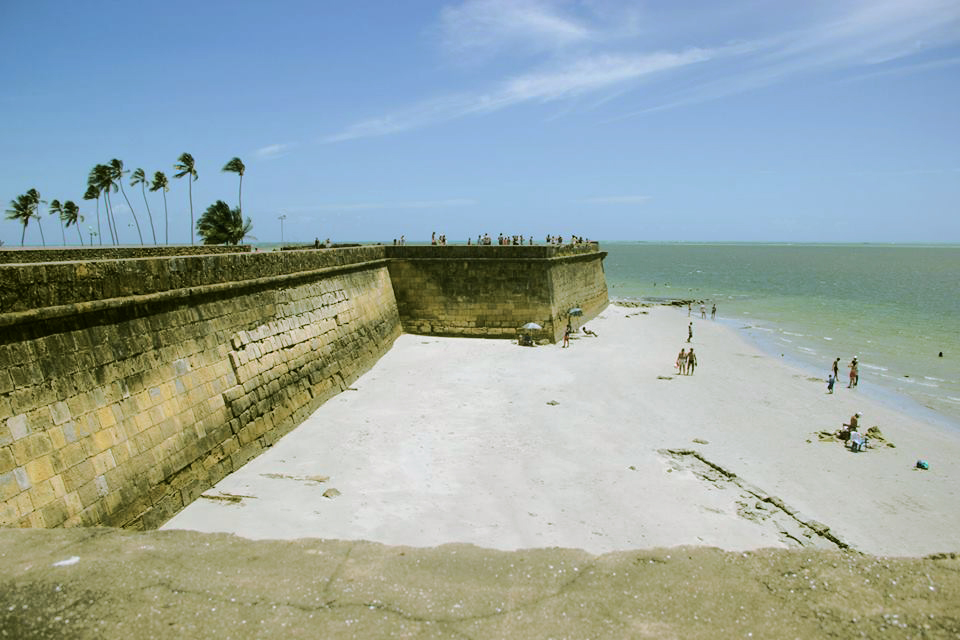
Ilha de Itamaracá
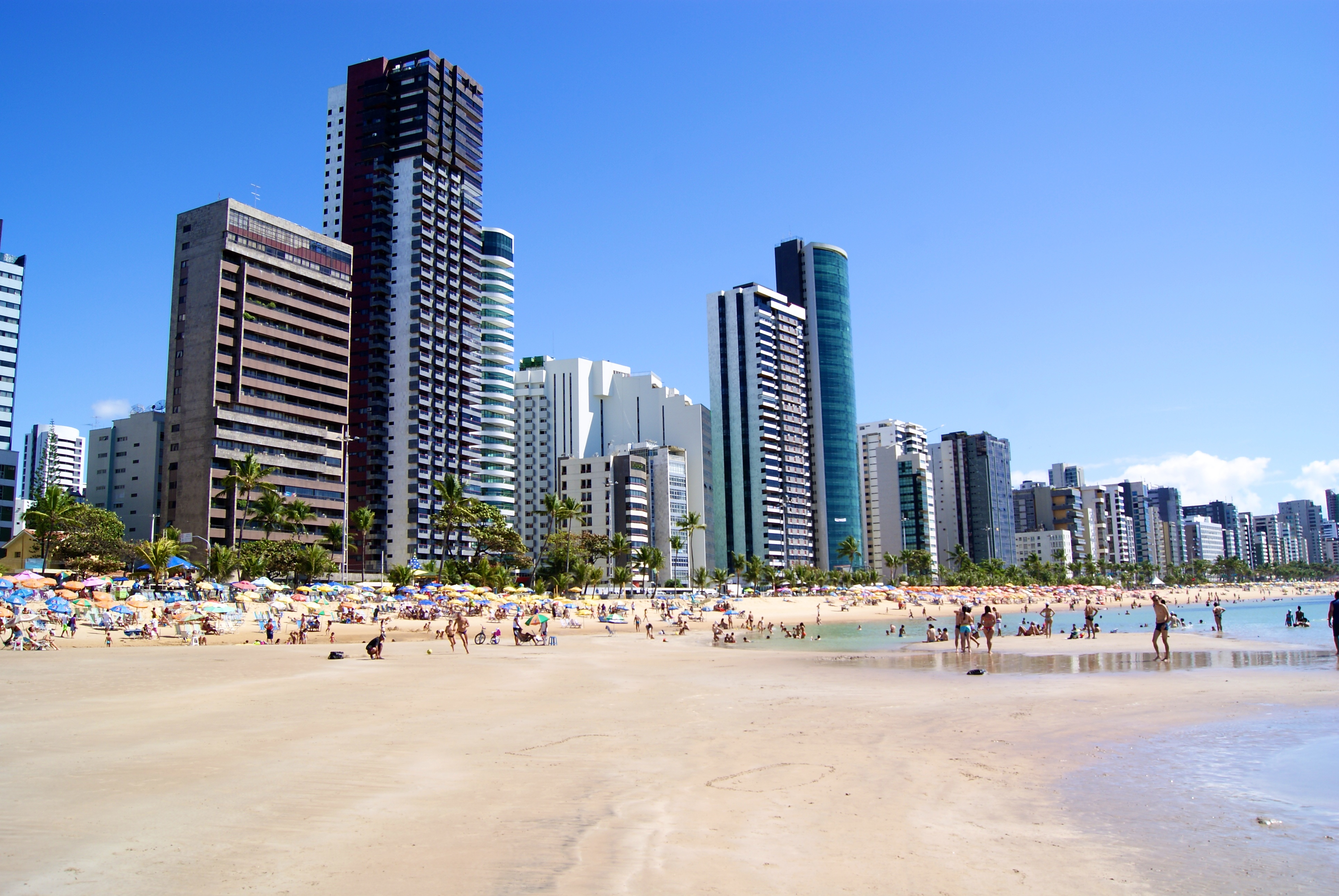
Praia de Boa Viagem
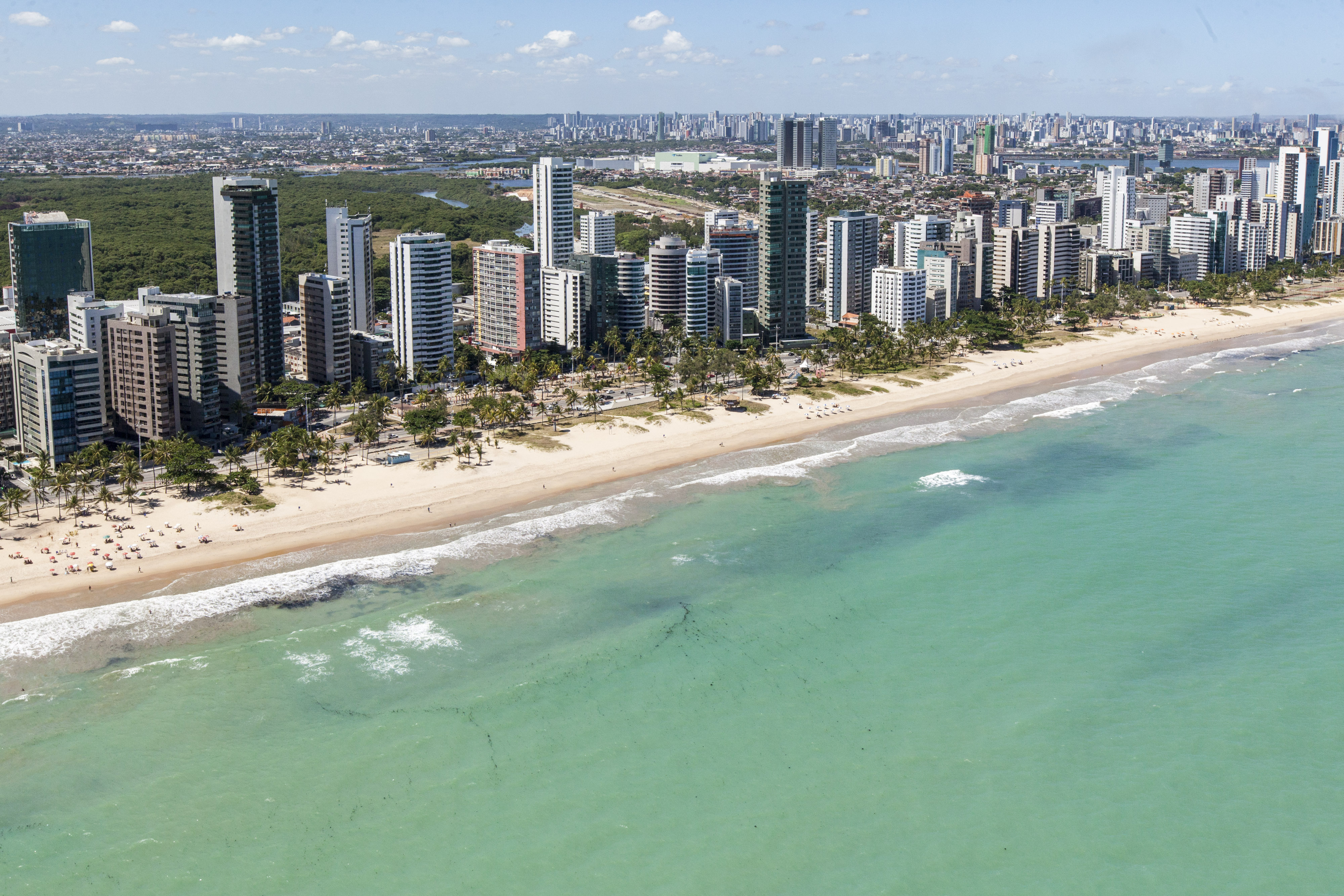
Praia do Pina
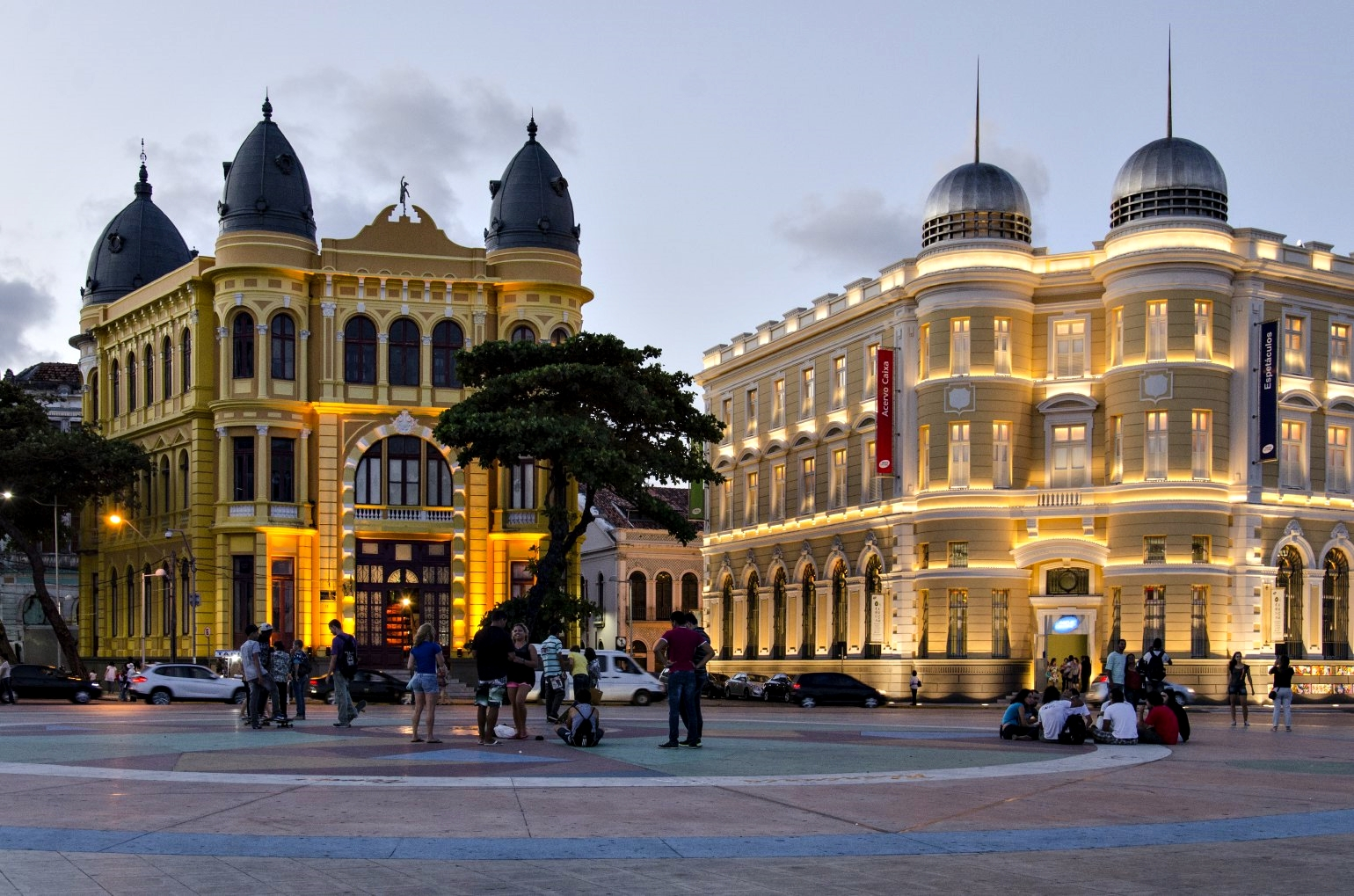
Centro Histórico do Recife
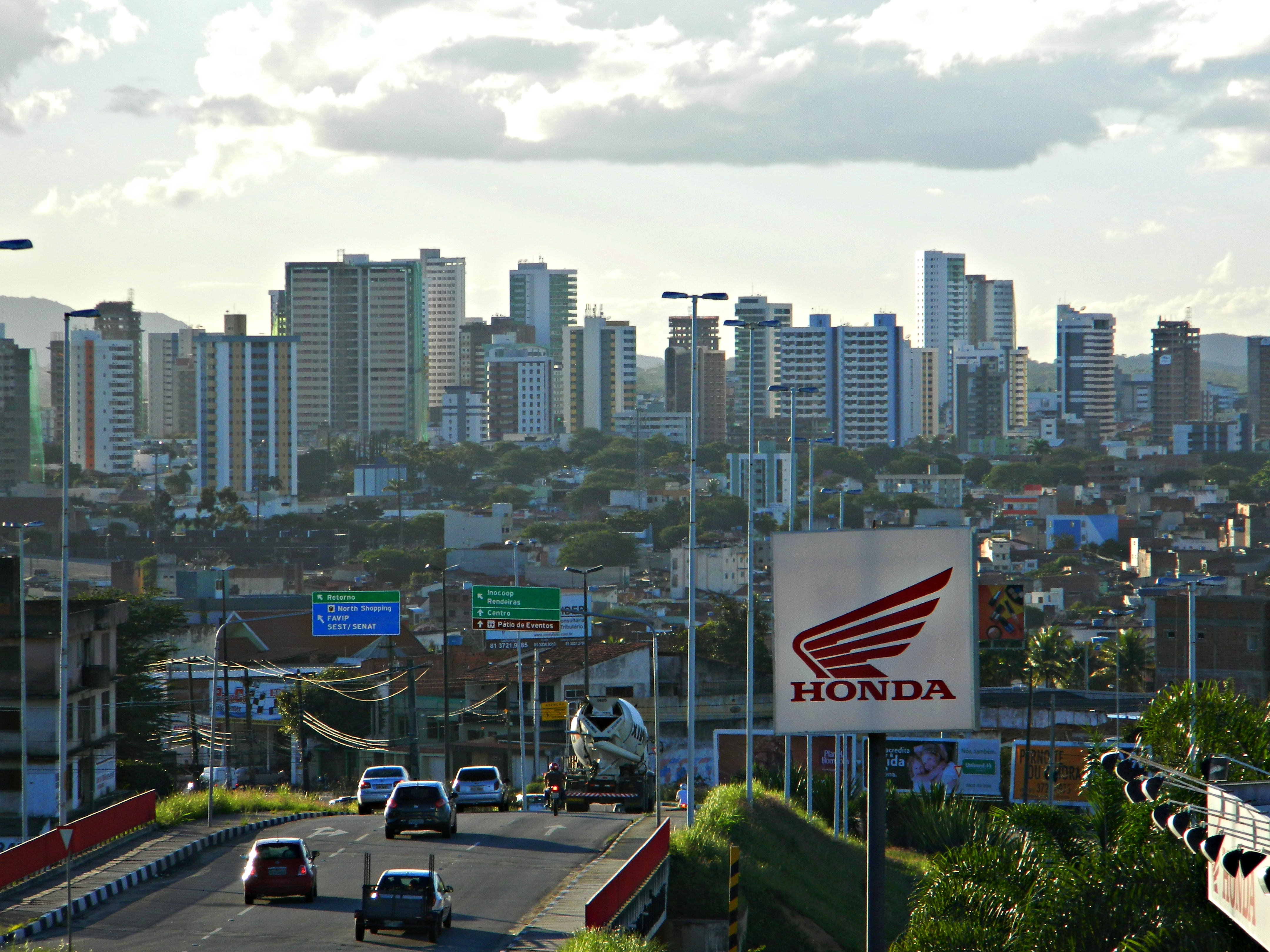
Caruaru
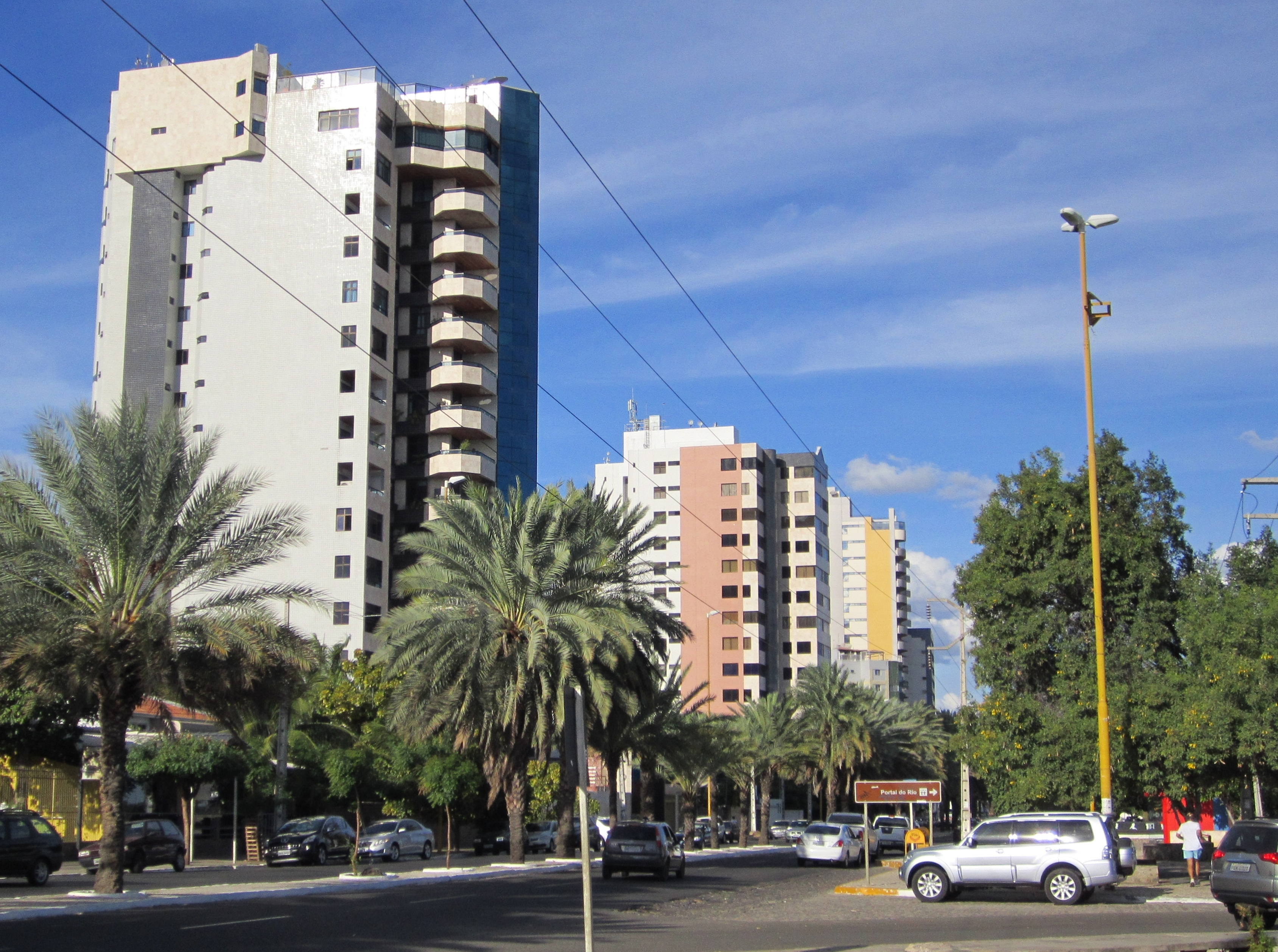
Petrolina
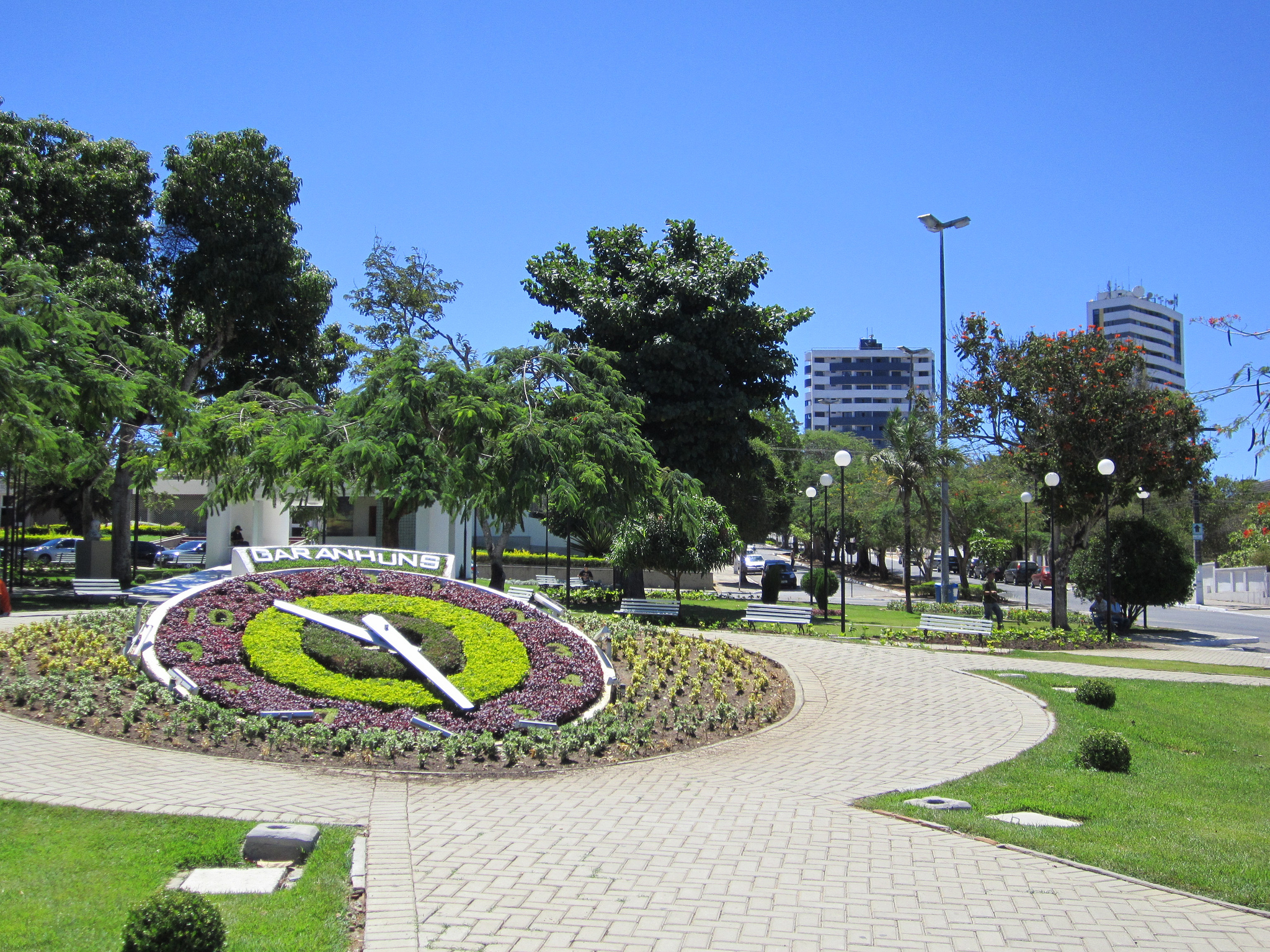
Garanhuns
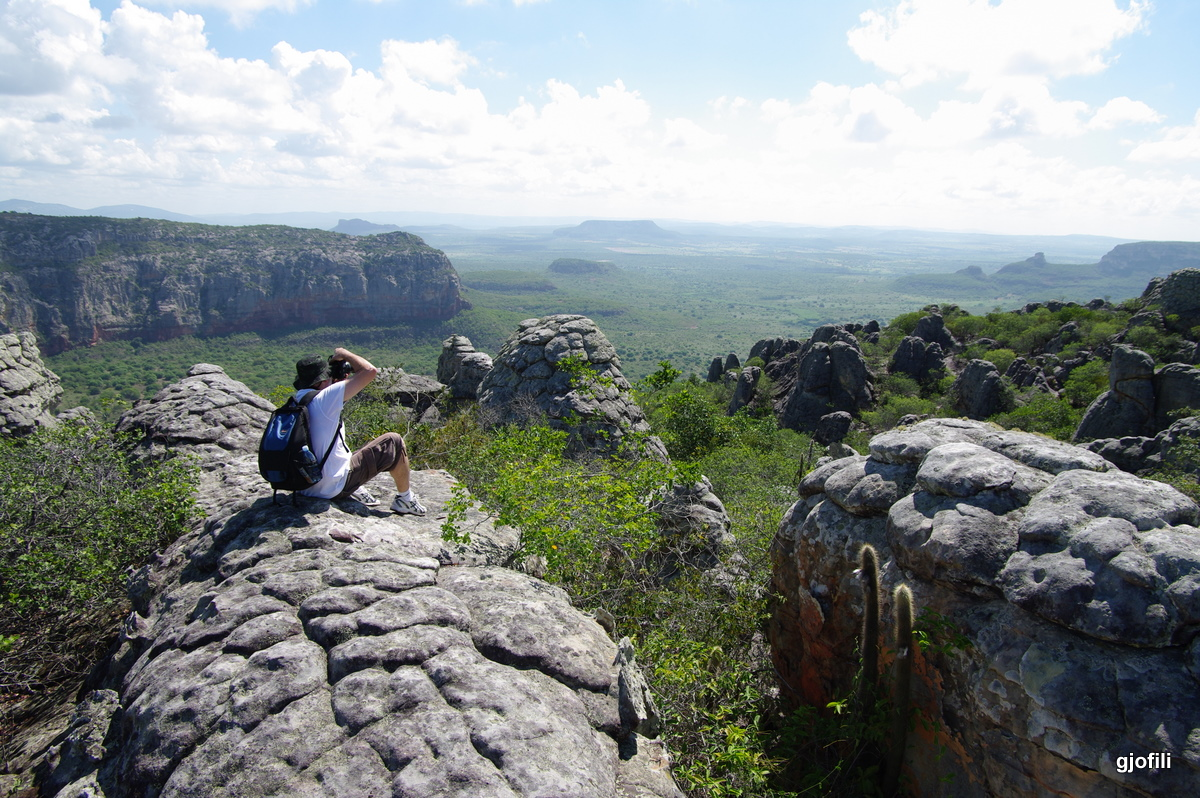
Parque Nacional do Catimbau